# Maria-Pia Kothbauer
Maria-Pia Kothbauer (all'anagrafe Maria-Pia Ludovika Ulrika Elisabeth Paschaline Katharina Ignazia Lucia Johanna Josefa von und zu Liechtenstein; Vienna, 6 agosto 1960) è una diplomatica liechtensteinese.

## Biografia

### Famiglia d'origine
Maria-Pia Kothbauer è nata a Vienna, il 6 agosto 1960. È la quinta figlia e seconda femmina del principe Carlo Alfredo del Liechtenstein (1910-1985), fratello minore del principe Francesco Giuseppe II, e dell'arciduchessa Agnese Cristina d'Austria (1928-2007), bisnipote di Francesco Giuseppe I d'Austria. È sorella minore dei principi Domenico (1950), Andrea (1952), Giorgio (1954) e della principessa Alessandra (1955) ed è sorella maggiore delle principesse Caterina (1964) e Brigida (1967).
I suoi nonni paterni furono il principe Luigi del Liechtenstein (1869-1955) e l'arciduchessa Elisabetta Amalia d'Asburgo-Lorena (1878-1960), quelli materni furono l'arciduca Uberto Salvatore d'Asburgo-Lorena, bisnipote di Leopoldo II di Toscana, e la principessa Rosamaria di Salm-Salm, membro del casato di Salm-Salm.
Tramite il padre, è cugina di primo grado di Giovanni Adamo II del Liechtenstein (1945), attuale sovrano del principato, e dei suoi fratelli minori: Filippo (1946), Nikolaus (1947), Nora (1950) e Francesco Giuseppe (1962-1991).

### Istruzione
Maria-Pia Kothbauer si è diplomata nel 1978 alla Schule der Dominikanerinnen di Vienna, una scuola gestita dalle suore domenicane. Dopodiché ha condotto i suoi studi universitari alla Columbia University, conseguendo, nel 1983, la laurea magistrale in scienze politiche.

## Carriera diplomatica

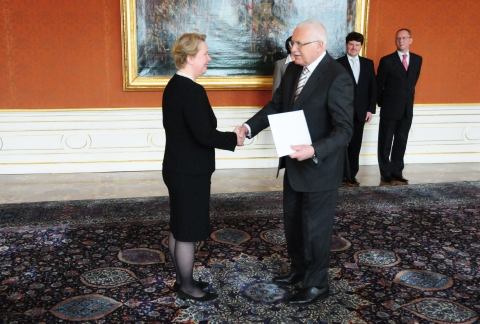
Maria-Pia Kothbauer con Václav Klaus l'11 aprile 2011, giorno della sua nomina come ambasciatrice del Liechtenstein in Repubblica Ceca

Maria-Pia del Liechtenstein ha svolto il suo primo incarico diplomatico presso il Dipartimento degli Affari Esteri dell'Alto commissariato delle Nazioni Unite per i rifugiati a Ginevra e Khartum, dal 1984 al 1986. Dal 1987 al 1988 ha lavorato presso la sede austriaca della Caritas internationalis a Vienna.
Dal 1989 la principessa ha iniziato a lavorare per il Liechtenstein, in particolar modo lavorando come secondo segretario dell'Ambasciata del Liechtenstein a Berna, dal 1990. Dal 1991 al 1993 ha lavorato a Vaduz presso l'Ufficio per gli Affari Esteri e dal 1993 al 1996 è stata ambasciatrice del Liechtenstein a Bruxelles, in Belgio (è stata succeduta in questo ruolo dal cugino Nikolaus) e in Unione europea.
Dall'agosto del 1996 è rappresentante permanente del Liechtenstein presso le Nazioni Unite e Capo della Delegazione per l'Organizzazione per la sicurezza e la cooperazione in Europa (OSCE). Dal dicembre 1997 è ambasciatrice plenipotenziaria del principato del Liechtenstein in Austria.

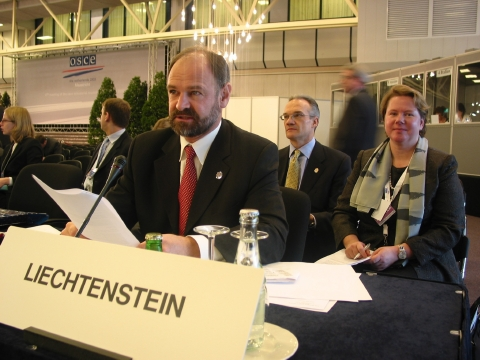
Maria-Pia Kothbauer il 2 dicembre 2002 con Ernst Walch, ministro degli affari esteri dal 2001 al 2005

### Ultimi incarichi
Dal luglio del 2000 Maria-Pia Kothbauer è rappresentante del Liechtenstein presso le Nazioni Unite e dall'11 aprile 2011 ricopre la carica di ambasciatrice plenipotenziaria del Liechtenstein in Repubblica Ceca.

## Vita privata
La principessa Maria-Pia ha sposato, il 4 agosto 1995, Max Kothbauer (1950), l'allora vicepresidente di Creditanstalt e successivamente vicepresidente della Banca Nazionale Austriaca. Dal momento del matrimonio ha assunto il cognome del marito e con lui ha avuto un figlio, Geronimo, nato il 26 gennaio 1997 a Vienna. La principessa parla fluentemente il tedesco, sua lingua madre, l'inglese, francese e possiede una conoscenza basilare della lingua spagnola. Risiede con la famiglia a Vienna.

## Titoli e trattamenti
- 6 agosto 1960 – 26 ottobre 1993: Sua Altezza Serenissima la Principessa Maria-Pia del Liechtenstein
- 26 ottobre 1993 – 4 agosto 1995: Sua Altezza Serenissima la Principessa Maria-Pia del Liechtenstein, Contessa di Rietberg[5]
- 4 agosto 1995 – attuale: Sua Altezza Serenissima Maria-Pia Kothbauer, Principessa del Liechtenstein, Contessa di Rietberg

## Ascendenza
|                                    |                                                           |                                         | Genitori                                  |  |  | Nonni |  |  | Bisnonni                  |  |  | Trisnonni                            |  |
|                                    |                                                           |                                         |                                           |  |  |       |  |  | Alfredo del Liechtenstein |  |  | Francesco di Paola del Liechtenstein |  |
|                                    |                                                           |                                         |                                           |  |  |       |  |  | Alfredo del Liechtenstein |  |  | Francesco di Paola del Liechtenstein |  |
|                                    |                                                           | Julia Eudoxia Potocka-Piława            |                                           |  |  |       |  |  | Alfredo del Liechtenstein |  |  |                                      |  |
| Aloisio del Liechtenstein          |                                                           |                                         |                                           |  |  |       |  |  | Alfredo del Liechtenstein |  |  |                                      |  |
|                                    |                                                           | Enrichetta del Liechtenstein            | Luigi II del Liechtenstein                |  |  |       |  |  |                           |  |  |                                      |  |
|                                    |                                                           | Enrichetta del Liechtenstein            | Luigi II del Liechtenstein                |  |  |       |  |  |                           |  |  |                                      |  |
|                                    |                                                           | Enrichetta del Liechtenstein            | Franziska Kinsky von Wchinitz und Tettau  |  |  |       |  |  |                           |  |  |                                      |  |
| Carlo Alfredo del Liechtenstein    |                                                           | Enrichetta del Liechtenstein            |                                           |  |  |       |  |  |                           |  |  |                                      |  |
|                                    |                                                           | Carlo Ludovico d'Asburgo-Lorena         | Francesco Carlo d'Asburgo-Lorena          |  |  |       |  |  |                           |  |  |                                      |  |
|                                    |                                                           | Carlo Ludovico d'Asburgo-Lorena         | Francesco Carlo d'Asburgo-Lorena          |  |  |       |  |  |                           |  |  |                                      |  |
|                                    |                                                           | Carlo Ludovico d'Asburgo-Lorena         | Sofia di Baviera                          |  |  |       |  |  |                           |  |  |                                      |  |
| Elisabetta Amalia d'Asburgo-Lorena |                                                           | Carlo Ludovico d'Asburgo-Lorena         |                                           |  |  |       |  |  |                           |  |  |                                      |  |
|                                    |                                                           | Maria Teresa del Portogallo             | Michele I del Portogallo                  |  |  |       |  |  |                           |  |  |                                      |  |
|                                    |                                                           | Maria Teresa del Portogallo             | Michele I del Portogallo                  |  |  |       |  |  |                           |  |  |                                      |  |
|                                    |                                                           | Maria Teresa del Portogallo             | Adelaide di Löwenstein-Wertheim-Rosenberg |  |  |       |  |  |                           |  |  |                                      |  |
| Maria-Pia del Liechtenstein        |                                                           | Maria Teresa del Portogallo             |                                           |  |  |       |  |  |                           |  |  |                                      |  |
|                                    | Francesco Salvatore d'Asburgo-Lorena, principe di Toscana | Carlo Salvatore d'Asburgo-Lorena        |                                           |  |  |       |  |  |                           |  |  |                                      |  |
|                                    | Francesco Salvatore d'Asburgo-Lorena, principe di Toscana | Carlo Salvatore d'Asburgo-Lorena        |                                           |  |  |       |  |  |                           |  |  |                                      |  |
|                                    | Francesco Salvatore d'Asburgo-Lorena, principe di Toscana | Maria Immacolata di Borbone-Due Sicilie |                                           |  |  |       |  |  |                           |  |  |                                      |  |
| Uberto Salvatore d'Asburgo-Lorena  | Francesco Salvatore d'Asburgo-Lorena, principe di Toscana |                                         |                                           |  |  |       |  |  |                           |  |  |                                      |  |
|                                    |                                                           | Maria Valeria d'Asburgo-Lorena          | Francesco Giuseppe I d'Austria            |  |  |       |  |  |                           |  |  |                                      |  |
|                                    |                                                           | Maria Valeria d'Asburgo-Lorena          | Francesco Giuseppe I d'Austria            |  |  |       |  |  |                           |  |  |                                      |  |
|                                    |                                                           | Maria Valeria d'Asburgo-Lorena          | Elisabetta di Baviera                     |  |  |       |  |  |                           |  |  |                                      |  |
| Agnese Cristina d'Austria          |                                                           | Maria Valeria d'Asburgo-Lorena          |                                           |  |  |       |  |  |                           |  |  |                                      |  |
|                                    |                                                           | Emanuele di Salm-Salm                   | Alfredo di Salm-Salm                      |  |  |       |  |  |                           |  |  |                                      |  |
|                                    |                                                           | Emanuele di Salm-Salm                   | Alfredo di Salm-Salm                      |  |  |       |  |  |                           |  |  |                                      |  |
|                                    |                                                           | Emanuele di Salm-Salm                   | Rosa di Lützow                            |  |  |       |  |  |                           |  |  |                                      |  |
| Rosamaria di Salm-Salm             |                                                           | Emanuele di Salm-Salm                   |                                           |  |  |       |  |  |                           |  |  |                                      |  |
|                                    |                                                           | Maria Teresa d'Asburgo-Teschen          | Alberto d'Asburgo-Teschen                 |  |  |       |  |  |                           |  |  |                                      |  |
|                                    |                                                           | Maria Teresa d'Asburgo-Teschen          | Alberto d'Asburgo-Teschen                 |  |  |       |  |  |                           |  |  |                                      |  |
|                                    |                                                           | Maria Teresa d'Asburgo-Teschen          | Ildegarda di Baviera                      |  |  |       |  |  |                           |  |  |                                      |  |
|                                    |                                                           | Maria Teresa d'Asburgo-Teschen          |                                           |  |  |       |  |  |                           |  |  |                                      |  |